# Bananeiras (kommun)
Bananeiras är en kommun i Brasilien.   Den ligger i delstaten Paraíba, i den östra delen av landet, 1 700 km nordost om huvudstaden Brasília. Antalet invånare är 21 854.
Följande samhällen finns i Bananeiras:
- Solânea
- Bananeiras

Omgivningarna runt Bananeiras är en mosaik av jordbruksmark och naturlig växtlighet. Runt Bananeiras är det ganska tätbefolkat, med 86 invånare per kvadratkilometer.